# Try Bennett
Try Anthony Bennett Grant (San José, 5 agosto 1975) è un ex calciatore costaricano con passaporto nicaraguense, di ruolo difensore.

## Palmarès

### Club

#### Competizioni nazionali
- Campionato costaricano: 8

Saprissa: 1993-1994, 1995-1996, 2003-2004, 2005-2006, 2006-2007, Invierno 2007, Verano 2008, Invierno 2008

#### Competizioni internazionali
- Copa Interclubes UNCAF: 1

Saprissa: 2003
- CONCACAF Champions' Cup: 1

Saprissa: 2005